# Acajutla FC
El Acajutla FC es un equipo de fútbol de El Salvador que juega en la Liga Media Salvadoreña, la cuarta división nacional.

## Historia
Fue fundado en el año 1948 en la ciudad de Acajutla con el nombre El Puerto de Acajutla hasta que en los años 1980 lo cambiaron por Acajutla FC. En la temporada 1985/86 logran por primera vez el ascenso a la Primera División de El Salvador como campeones y en su primera temporada terminaron en noveno lugar.
En la siguiente temporada terminaron en segundo lugar de la fase de clasificación solo detrás del CD Águila y avanzaron a las semifinales en las que solo les alcanzó para terminar con solo una victoria en seis partidos. En la siguiente temporada vuelven a llegar a las semifinales, esta vez quedaron a solo un punto de jugar la final nacional.
En la temporada 1990/91 el club cambia su nombre por el de CD Tiburones, alcanzando nuevamente las semifinales en la temporada 1993/94, pero terminaron descendiendo dos temporadas después al terminar en último lugar entre 10 equipos.
En 1998 el club desaparece al vender la franquicia de segunda división al Atlético Marte. En 2008 es refundado como Alba-Acajuntla, pero desaparece en 2010.
El club vuelve a ser refundado en 2017 con su nombre actual en la división aficionada.

## Palmarés
- Segunda División de El Salvador: 1

1985/86

## Entrenadores

### Entrenadores destacados
- Juan Quarterone
- Conrado Miranda
- Demar Moran (1993–1994)